# Nicolas Maurice Arthus
Nicolas Maurice Arthus (ur. 9 stycznia 1862 w Angers, zm. 24 lutego 1945 we Fryburgu), francuski fizjolog i immunolog, który był odkrywcą zjawiska Arthusa.
W Paryżu studiował medycynę, a potem na uniwersytecie we Fryburgu, gdzie został profesorem fizjologii. W 1900 r. został kierownikiem Instytutu Pasteura w Lille. W 1904 roku odkrył Zjawisko Arthusa, pracował w École de médécine w Marsylii. W latach 1907–1932 pełnił funkcję dyrektora Instytutu Fizjologicznego w Lozannie, którego był też współzałożycielem. Następnie aż do śmierci był dyrektorem Instytutu Bakteriologii i Higieny we Fryburgu
W swoich badaniach naukowych zajmował się jadami i toksynami, a także anafilaksją.

## Dzieła naukowe
W sumie opublikował ok. 200 prac naukowych.
- Précis de chimie physiologique, 1895
- Précis de physiologie, 1901
- De l'anaphylaxie à l'immunité, 1921